# Blekholmsterrassen

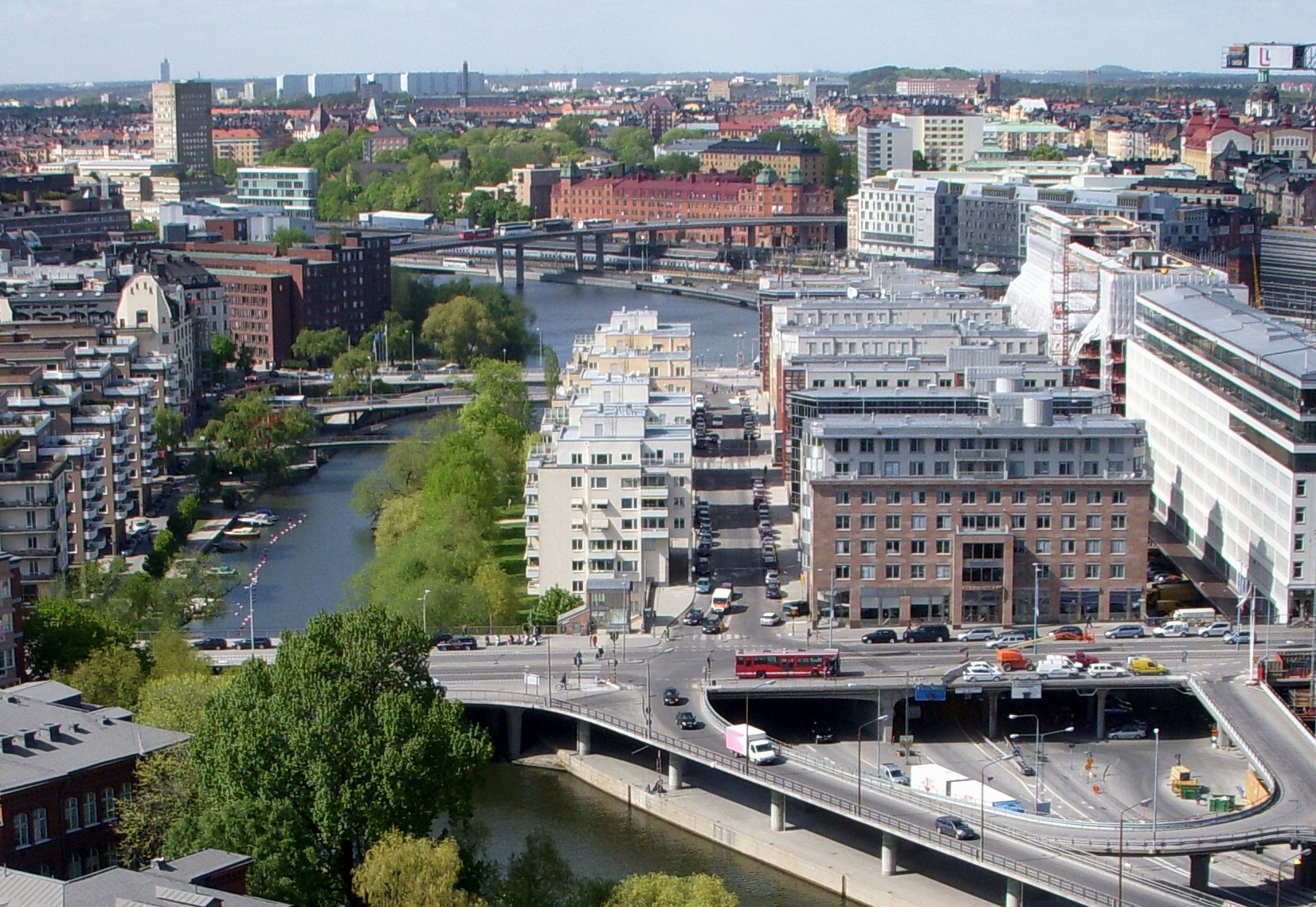
Blekhomsterrassen, vy mot norr från Stadshustornet, 2009.

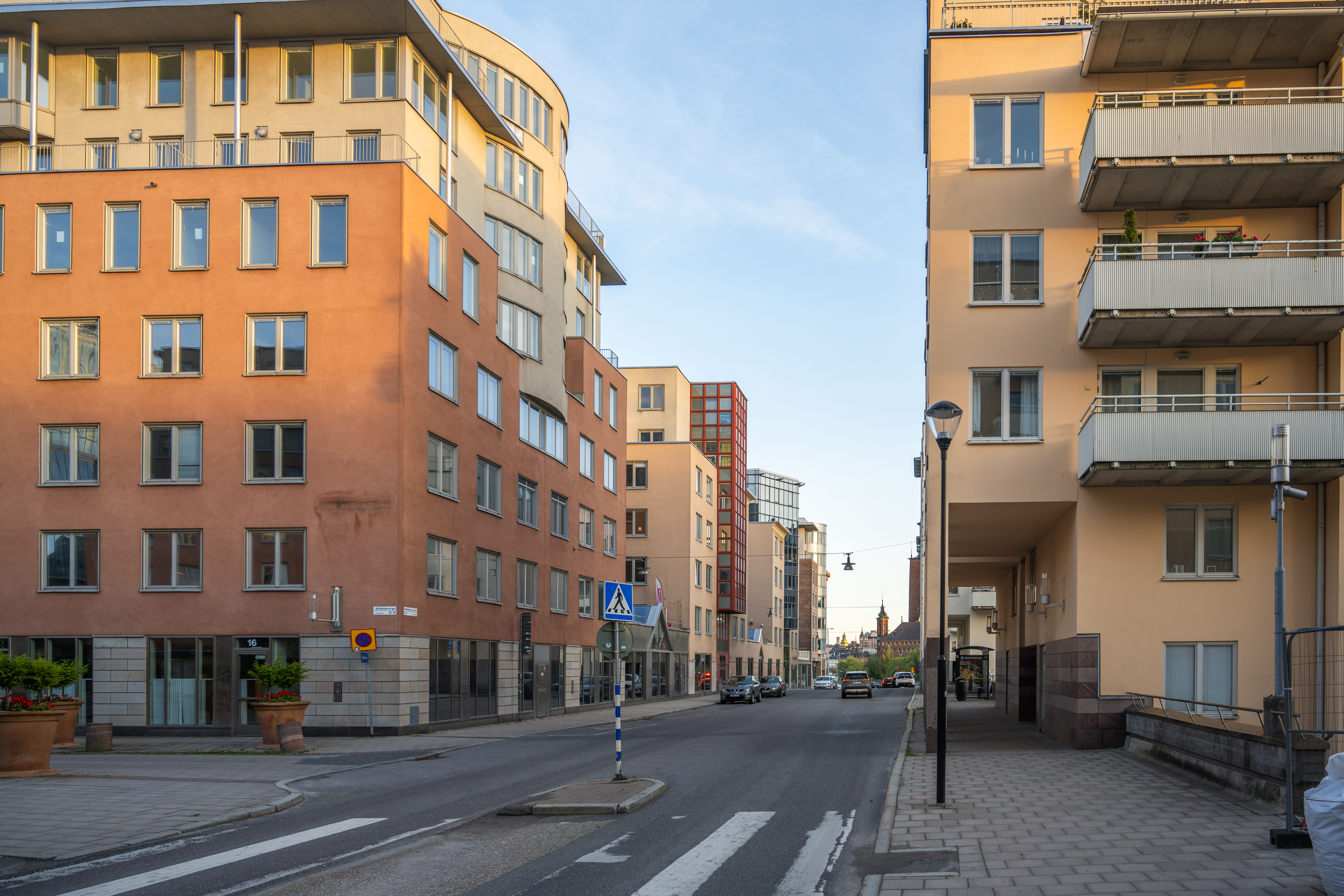
Blekhomsterrassen mot söder från Blekholmstorget. 15 september 2024.

Se Blekholmsstranden för parken som också kallas Blekholmsterrassen.
Blekholmsterrassen är en gata genom området Blekholmen på Norrmalm i centrala Stockholm. Den går mellan Klarabergsviadukten och Kungsbron.
Gatan anlades på 1990-talet och löper ovanför Blekholmstunneln.
Bebyggelsen på gatans västra sida utgörs av fem punkthus i en stil som väl harmoniserar med den funktionalistiska bebyggelsen på Kungsholmssidan av Klara sjö. På den östra sidan ligger åtta kontorshus, som ingår i komplexet Klara Strand.  Mellan det fjärde och femte kontorshuset ligger Blekholmstorget.